# Farafangana
Farafangana är en ort på Madagaskars ostkust med 25 046 invånare (2005). Farafangana är huvudort i distriktet Farafangana och i regionen Atsimo-Atsinanana. Staden ligger cirka 400 kilometer söder om huvudstaden Antananarivo.